# Bronzi Dorati

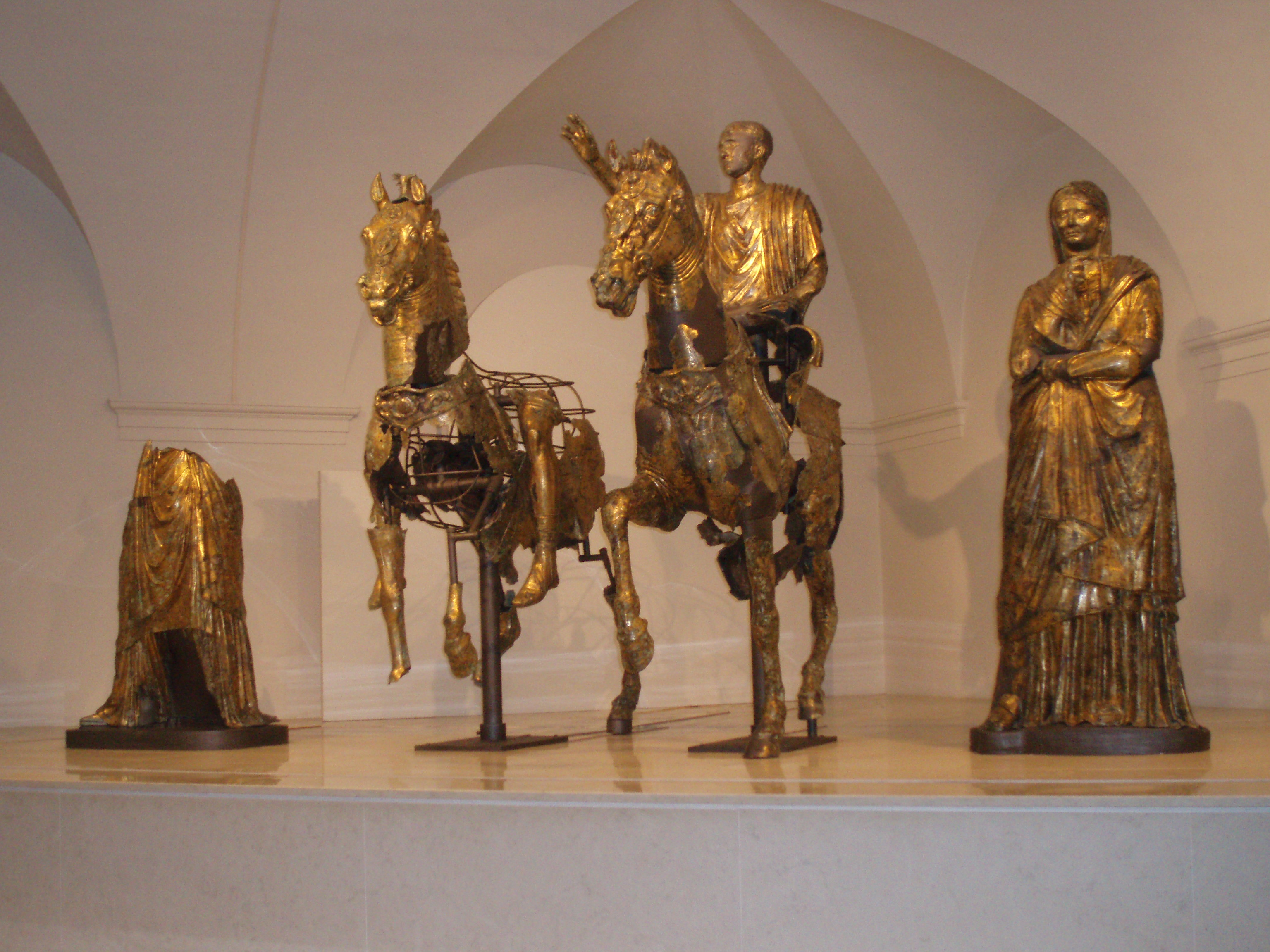
De Bronzi Dorati in de opstelling in Pergola

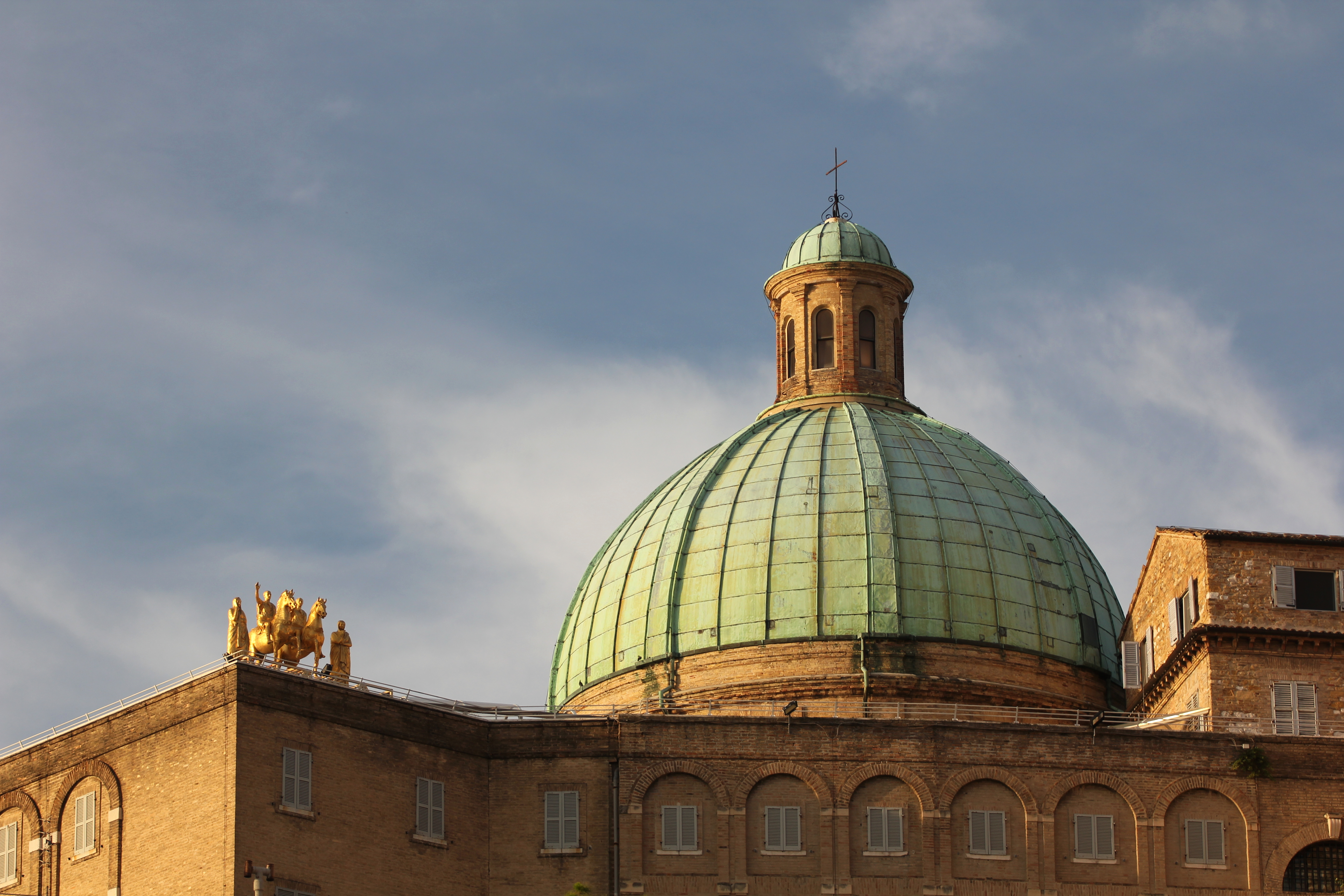
Replica op het dak van het Museo Archeologico Nazionale delle Marche in Ancona

De Bronzi Dorati is een beeldengroep van verguld brons uit de late Republiek of de vroege Keizertijd van het Romeinse Rijk. De groep bestaat uit vier beelden: twee ruiters te paard en twee vrouwenfiguren, en is meer dan levensgroot. De groep staat opgesteld in het museum van Pergola, een stadje in Marche, een regio in het noorden van Italië, en een afgietsel staat in het Archeologisch Museum van Ancona. Origineel en kopie wisselen elkaar overigens af.

## Vondstgeschiedenis
Fragmenten van de Bronzi Dorati met een gezamenlijk gewicht van enkele honderden kilo’s werden gevonden in de zomer van 1946 in het gehucht Santa Lucia di Calamello, bij Cartoceto (gemeente Pergola). Een kanunnik genaamd Giovanni Vernarecci, die tevens belast was met de melding van vondsten in dit gebied aan de Italiaanse archeologische dienst, zag destijds gelijk het belang van deze vondst in: een groep van deze omvang en met dit thema was nog nooit in Italiaanse bodem aangetroffen. Samen met Nereo Alfieri van de Archeologische Dienst van de Marken heeft Vernarecci de stukken verguld brons opgegraven. Tussen 1949 en 1988 is vervolgens gewerkt aan een reconstructie van de in totaal 318 fragmenten tot datgene wat er nu van te zien is: een vrijwel complete vrouwenfiguur, een paard met ruiter (grotendeels bewaard gebleven), een paard met aanzetten voor een ruiter en een halve vrouwenfiguur.

## Identificatie en datering
Pogingen om tot een exacte datering, laat staan een identificatie van de afgebeelde figuren te komen zijn tot nu toe gestrand. In het algemeen wordt nu aangenomen dat de groep is gemaakt in de periode tussen Caesar en keizer Claudius, dus tussen ca. 50 voor Christus en ca. 30 na Christus.
De afgebeelde personen zouden dan Nero Caesar (zoon van Germanicus) en Drusus de Derde kunnen zijn, met als vrouwenfiguren Livia Drussila en Agrippina de Oudere (bij de datering in de vroege keizertijd). Datering in de periode voor Christus wijst mogelijk in de richting van de familie van Cicero (met Cicero zelf als een van de ruiters) of op een lokale familie met de rang van senatoren, bijvoorbeeld Marcus Satrius uit Sentinum, (het huidige Sassoferrato) en Lucius Minucius Basilus uit Cupra Marittima, die een van de moordenaars van Julius Caesar zou blijken (44 v. Chr).

## Techniek
De gebruikte techniek voor deze beeldengroep is die van de cire perdue, ofwel de “verlorenwasmethode”. Koper (met loodfragmenten) werd samen met tin omgesmolten tot brons, en dit brons werd vervolgens gegoten tot de beeldengroep zoals we die nu zien. Ten slotte werd het brons met bladgoud verguld.

## Strijd om de plaats voor expositie
Net als bij de vondst van de zogenaamde Bronzi di Riace ontstond er na de vondst van de Bronzi Dorati ruzie over de plek waar de beeldengroep na restauratie en reconstructie uiteindelijk geëxposeerd zou worden. Zowel het Nationale Archeologisch Museum van de Marken in Ancona als het lokale museum van het stadje Pergola streden om de eer, en uiteindelijk werd een compromis bereikt: van de groep werd een perfect gelijkende kopie gemaakt, en nu wisselen kopie en origineel elkaar af in de beide genoemde musea. Een volledig gereconstrueerde Bronzi Dorati-groep staat nu boven op het museum in Ancona, als symbool voor de archeologie van de Marken.

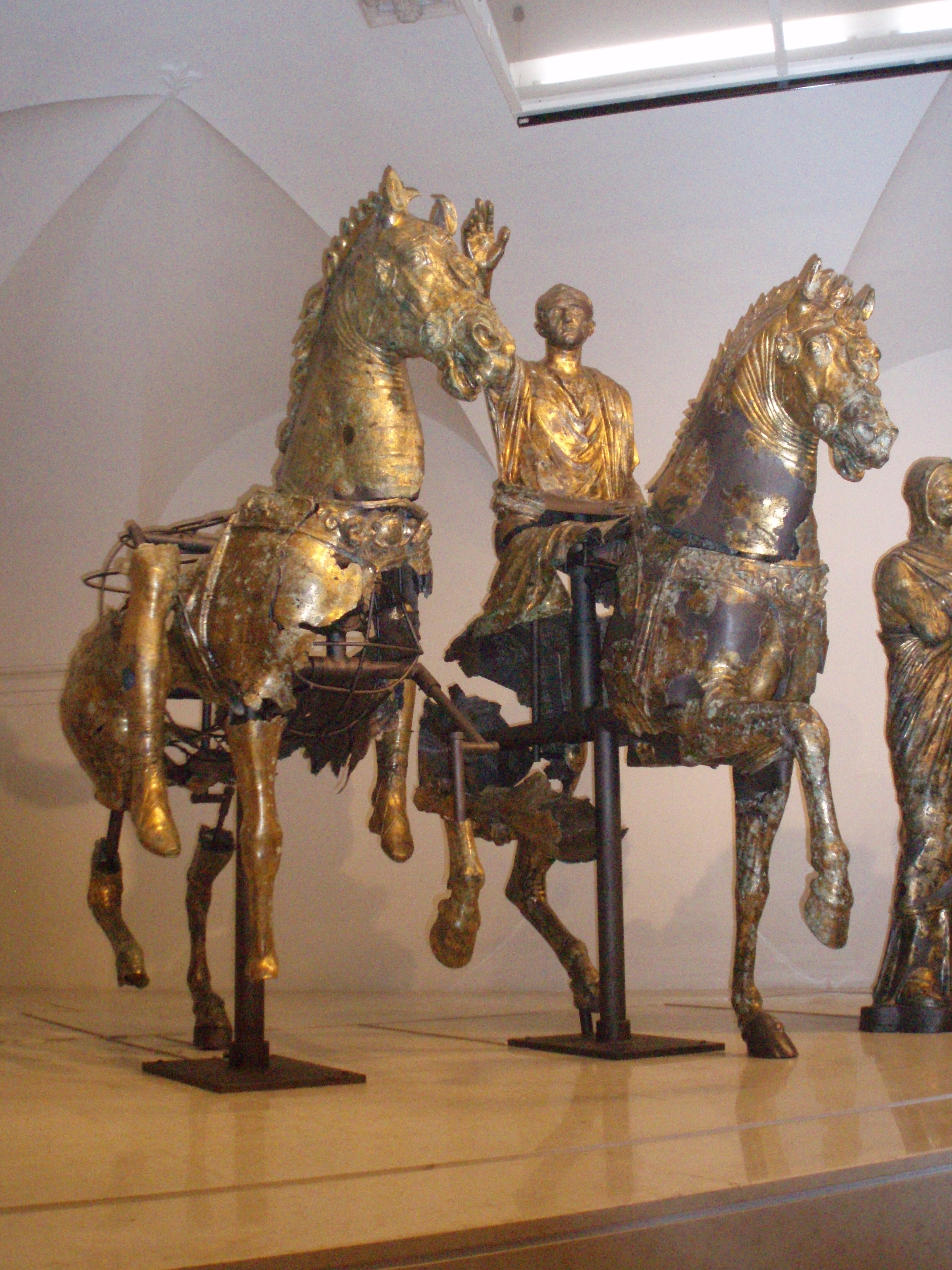
Ruiterfiguren
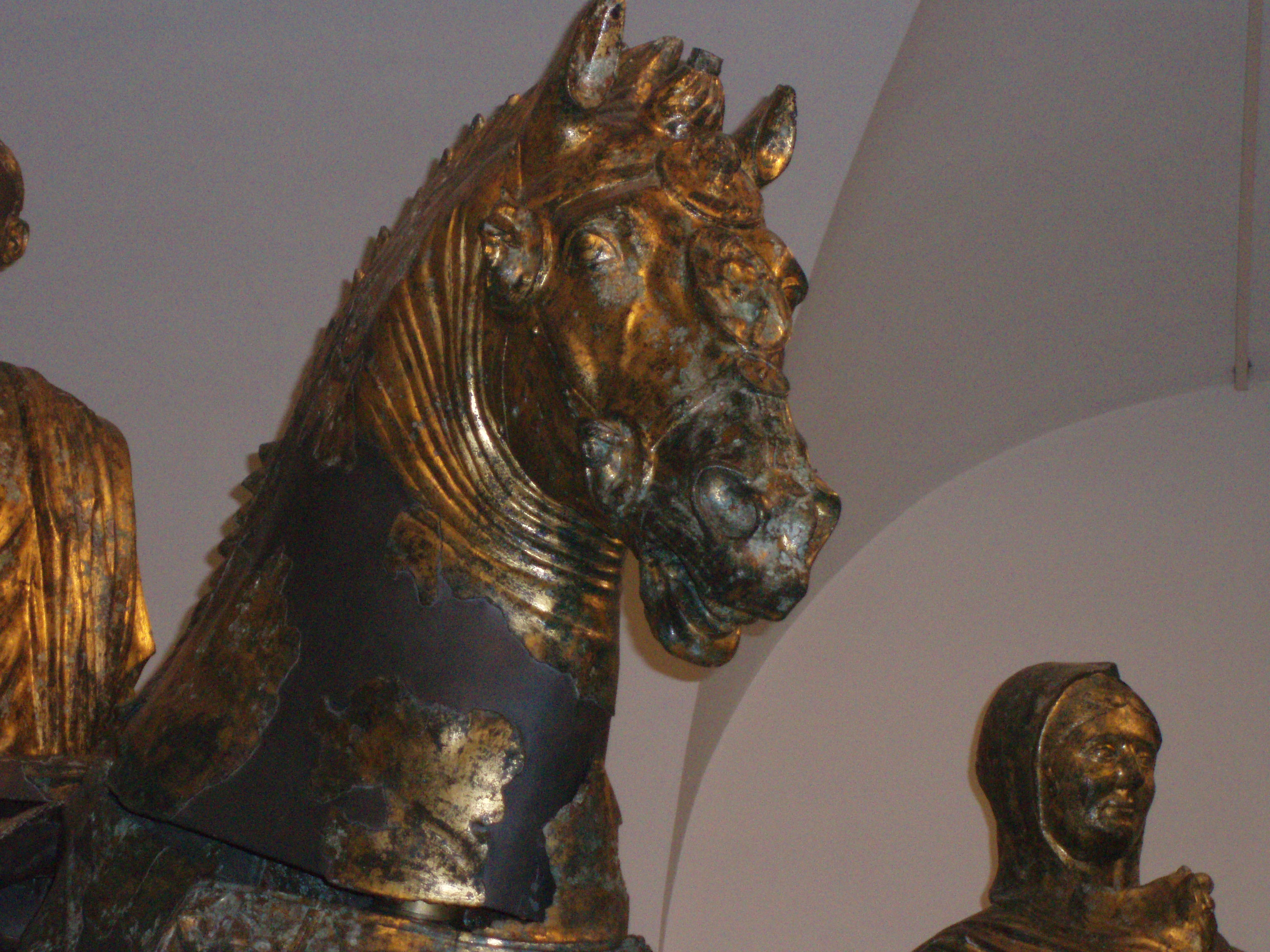
Detail van een paardenhoofd
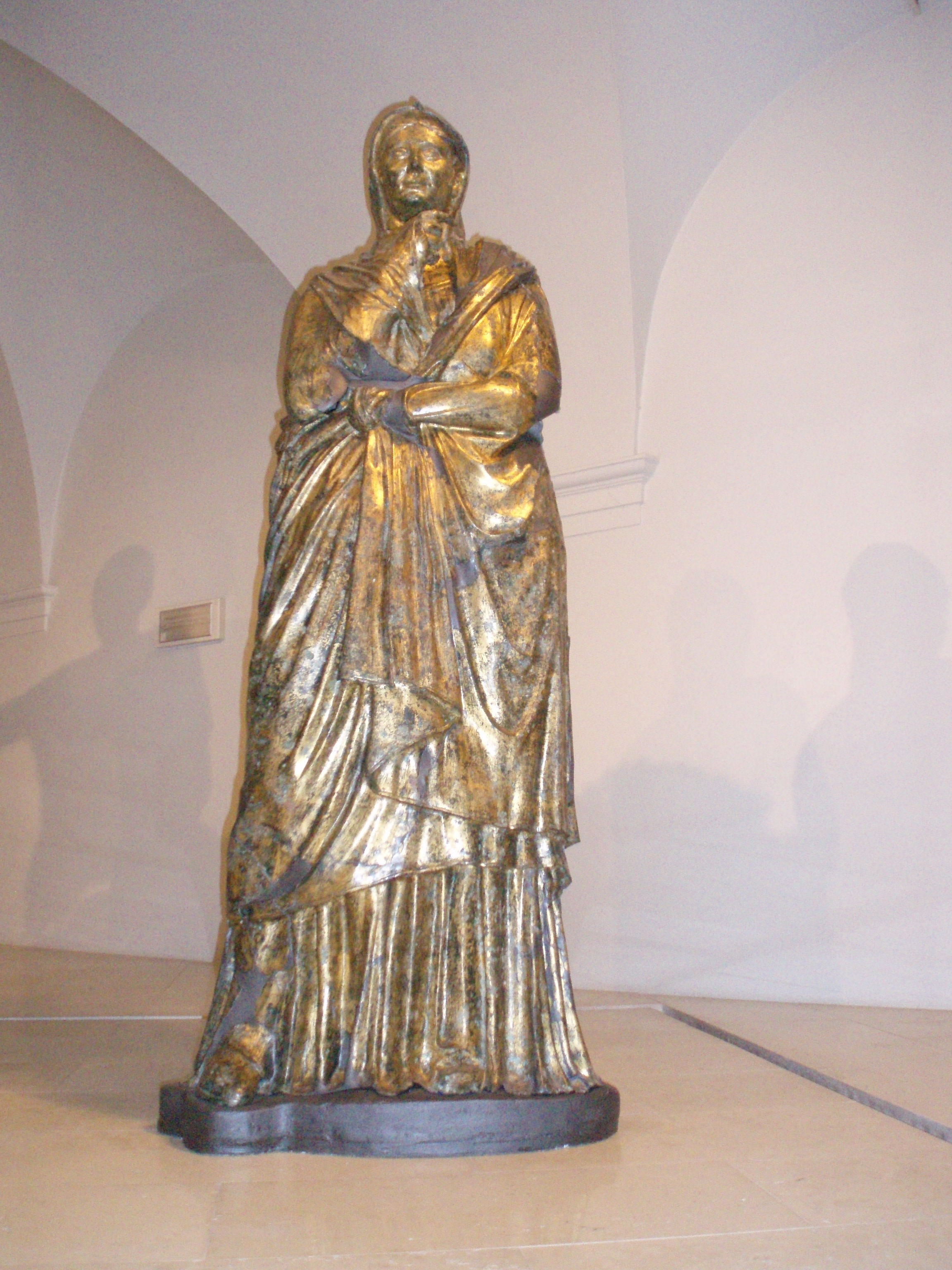
Complete vrouwenfiguur